# Kurt Pinkall
Kurt Pinkall (Brockel, 25 giugno 1955) è un ex calciatore tedesco, di ruolo attaccante.